# 杜茂

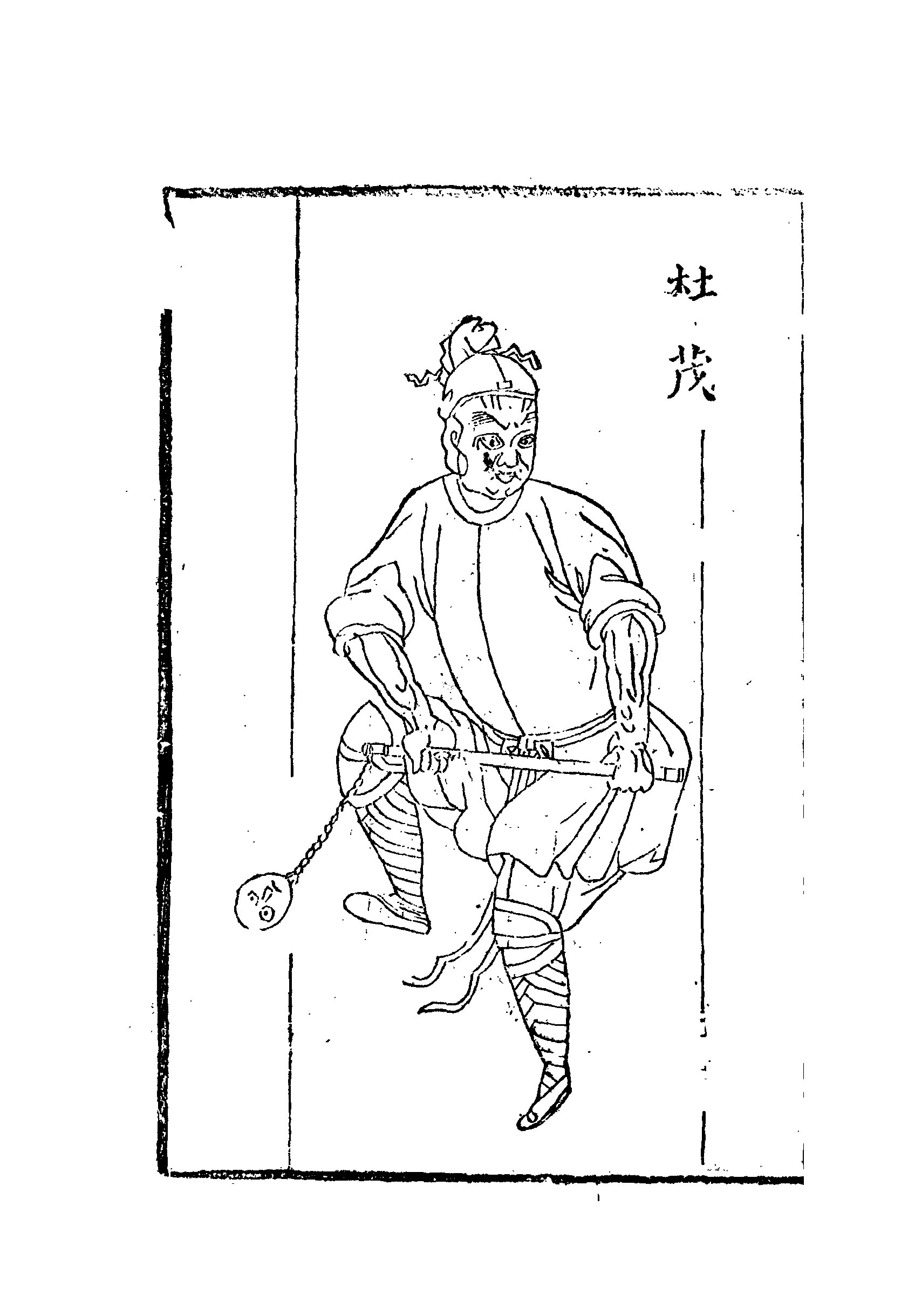
杜茂

杜茂（？—43年）。字諸公，南阳郡冠軍县（今河南省邓州市张村镇冠军村）人，东汉武将。光武帝的功臣，雲台二十八将第20位（《後漢書》列传12）。

## 生平
在劉秀攻略河北时投奔，被任命为中堅将軍。建武元年（25年），劉秀即位，以他为大将軍，封乐乡侯。討真定的河北五校流軍。建武2年（26年），改封苦陘侯。与中郎将王梁攻打五校，五校大将三十数人投降。建武3年（27年），为驃騎大将軍，攻打沛郡，攻克芒。建武5年（29年），率捕虜将軍馬武破山東劉永的残党佼彊。
建武7年（31年），在山西晋陽、广武屯田，防备北方民族入侵。建武9年（33年），与雁門太守郭涼攻打盧芳、匈奴联軍失敗。建武12年（36年），盧芳属下諸将投降，盧芳北逃匈奴。建武13年（37年），增加食邑，封脩侯。
建武15年（39年），因为放纵部下殺人免官，减食邑，改封参蘧乡侯。建武19年（43年），杜茂去世。子杜元嗣。

## 延伸阅读
[在维基数据编辑]
 《後漢書/卷22》，出自范晔《後漢書》
 在维基共享资源阅览影像